# Росичка
Роси́чка (лат. Digitária) — род злаковых травянистых растений, включённый в трибу Просовые (Paniceae).

## Название
Научное название рода происходит от лат. digitus — «палец», что относится к расположению веточек соцветия у многих видов росичек.

## Ботаническое описание
В род включены наземные многолетние и однолетние травянистые растения. Стебли до 80 см высотой, прямостоячие, приподнимающиеся или ползучие, укореняющиеся, голые.
Листья линейные или узко-ланцетовидные, обычно не более 8 мм шириной, голые или слабо опушённые.
Соцветие в виде 2—20 колосовидных веточек, каждая из которых 2—20 см длиной, состоит из 2—3 сближенных колосков. Один из колосков на короткой ножке, другой — на более длинной. Цветковые чешуйки кожистые, блестящие, голые и гладкие. Пыльники до 1,2 мм длиной.
Зёрна эллиптической формы, 1—2,8 мм длиной. 
Число хромосом — x = 9.

## Ареал
Виды рода распространены преимущественно в тропических и субтропических регионах мира. Некоторые виды заходят на север в умеренный пояс.

## Хозяйственное значение
Многие виды рода — хорошие пастбищные растения. Типовой вид рода выращивается в Северной Америке в качестве кормового растения. В Юго-Восточной Азии он также выращивается для получения крахмала и крупы. В Западной Африке росичка высокая (Digitaria exilis) и росичка-ибуруа (Digitaria iburua) выращиваются в качестве зерновых культур. Зерно носит название фоньо, и различают белый и черный фоньо или фонио.

## Таксономия
|  |                                      |  |                                                         |                                                         |                 |  | ещё 15 семейств (согласно Системе APG III) |              |              |              |
|  |                                      |  |                                                         |                                                         |                 |  |                                            |              |              | от 260 видов |
|  |                                      |  |                                                         | порядок Злакоцветные                                    |                 |  |                                            |              | род Росичка  |              |
|  |                                      |  |                                                         | порядок Злакоцветные                                    |                 |  |                                            |              | род Росичка  |              |
|  | отдел Цветковые, или Покрытосеменные |  |                                                         |                                                         | семейство Злаки |  |                                            |              |              |              |
|  | отдел Цветковые, или Покрытосеменные |  |                                                         |                                                         |                 |  |                                            |              |              |              |
|  |                                      |  | ещё 58 порядков цветковых растений (по Системе APG III) | ещё 58 порядков цветковых растений (по Системе APG III) |                 |  |                                            | до 800 родов | до 800 родов |              |
|  |                                      |  |                                                         | ещё 58 порядков цветковых растений (по Системе APG III) |                 |  |                                            |              | до 800 родов |              |

### Синонимы
- Acicarpa Raddi, 1823, nom. illeg.
- Digitariella De Winter, 1961
- Digitariopsis C.E.Hubb., 1940
- Elytroblepharum (Steud.) Schltdl., 1855
- Eriachne Phil., 1870, nom. illeg.
- Gramerium Desv., 1831
- Leptoloma Chase, 1906
- Sanguinaria Bubani, 1901, nom. illeg.
- Syntherisma Walter, 1788
- Trichachne Nees, 1829, nom. nov.
- Valota Adans., 1763, nom. rej.

### Виды
Типовой вид — Digitaria sanguinalis. Род включает около 260 видов. Некоторые из них:
- Digitaria ciliaris (Retz.) Koeler, 1802 — Росичка песчаная
- Digitaria horizontalis Willd., 1809 — Росичка горизонтальная
- Digitaria ischaemum (Schreb.) Muhl., 1817 — Росичка обыкновенная
- Digitaria sanguinalis (L.) Scop., 1771 — Росичка кроваво-красная
- Digitaria violascens Link, 1827 — Росичка лиловатая